# Joseph Lewis (Freidenker)
Joseph Lewis (geboren 11. Juni 1889 in Montgomery, Alabama; gestorben 1968) war ein US-amerikanischer Freidenker. Er war für seinen Einsatz für den Atheismus bekannt.

## Leben
Lewis kam früh mit Schriften von Robert G. Ingersoll und Thomas Paine in Berührung. Seit 1920 lebte er in New York, wo er ab da zeitlebens Präsident der Freethinkers of America war. Er gründete seinen eigenen Verlag, die Freethought Press Association, um Literatur über die Freidenkerei zu veröffentlichen. Später erweiterte er seinen Verlag. Im Jahr 1937 erschien die Reihe Freethinkers of America erstmals und wurde später in Freethinker und letztlich in Age of Reason umbenannt (nach Paines The Age of Reason). Beiträge lieferten u. a. William J. Fielding, Corliss Lamont und Franklin Steiner.

## Werke (Auswahl)
- The Tyranny of God (1921)
- Lincoln, the Freethinker (1925)
- Jefferson, the Freethinker (1925)
- The Bible Unmasked (1926)
- Franklin, the Freethinker (1926)
- Burbank, the Infidel (1929)
- Voltaire, the Incomparable Infidel (1929)
- Atheism, a collection of his public addresses (1930)
- The Bible and the Public Schools (1931)
- Should Children Receive Religious Instruction? (1933)
- The Ten Commandments (1946)
- Thomas Paine, Author of the Declaration of Independence (1947)
- In the Name of Humanity (1949)
- An Atheist Manifesto (1954)

| Personendaten    | Personendaten                |
| ---------------- | ---------------------------- |
| NAME             | Lewis, Joseph                |
| KURZBESCHREIBUNG | US-amerikanischer Freidenker |
| GEBURTSDATUM     | 11. Juni 1889                |
| GEBURTSORT       | Montgomery, Alabama          |
| STERBEDATUM      | 1968                         |